# Stephan Volkert
Pour les articles homonymes, voir Volkert.
Stephan Volkert est un rameur allemand né le 7 août 1971 à Cologne. 

## Biographie
Andreas Hajek a participé à l'épreuve de quatre de couple lors de quatre Jeux olympiques d'été.
Avec Michael Steinbach, Andreas Hajek et André Willms aux Jeux olympiques d'été de 1992 à Barcelone, et avec André Steiner, Andreas Hajek et André Willms aux Jeux olympiques d'été de 1996 à Atlanta, il est sacré champion olympique.
Présent dans l'équipe où figurent Marco Geisler, Andreas Hajek et André Willms aux Jeux olympiques d'été de 2000 à Sydney, il remporte la médaille de bronze. Enfin, il se classe cinquième  aux Jeux olympiques d'été de 2004 à Athènes.